# Leandro Locsin

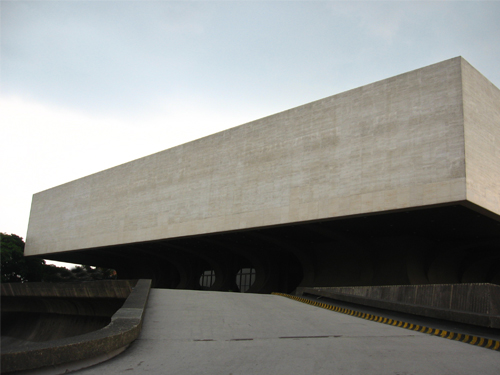
Il Tanghalang Pambansa del Centro culturale delle Filippine, una delle opere più caratteristiche di Locsin.

Leandro Valencia Locsin (Silay, 15 agosto 1928 – Makati, 15 novembre 1994) è stato un architetto, artista e interior designer filippino, noto per il suo utilizzo del cemento, per i volumi fluidi e per le linee semplici dei suoi progetti. È stato un collezionista di arte moderna modern e di ceramica cinese. Fu insignito del titolo di artista nazionale nel 1990 dalla presidente Corazon Aquino.

## Biografia
Nacque in un'importante famiglia: il nonno era stato il primo governatore della provincia di Negros Occidental. Frequentò le scuole elementari a Manila, ma poi dovette fare ritorno alla provincia di origine a causa della Seconda guerra mondiale. Fu ancora a Manila per portare a termine la scuola secondaria. Indirizzato verso gli studi di giurisprudenza, li abbandonò per conseguire un baccellierato in musica all'Università di Santo Tomas. Sebbene fosse un pianista di talento, cambiò ancora campo di studi e si rivolse all'architettura, a un anno solo dalla laurea. Sposò Cecilia Yulo, da cui ebbe due figli, di cui uno esercita la stessa professione del padre. 
Amante dell'arte, frequentò la Pinacoteca delle Filippine, di cui conobbe il curatore, Fernando Zóbel de Ayala y Montojo. Questi raccomandò Locsin alla famiglia Ossorio, che intendeva costruire una cappella a Negros. Quando però Frederic Ossorio dovette partire per gli Stati Uniti, il progetto della cappella fu accantonato.
Nel 1955, il gesuita John Delaney, cappellano dell'Università delle Filippine di Diliman, commissionò a Locsin il progetto di una cappella aperta che potesse ospitare 1 000 persone. La chiesa del Santo Sacrificio è stata la prima chiesa a pianta circolare delle Filippine e la prima ad avere una cupola con struttura a guscio. Il pavimento della chiesa fu disegnato da Arturo Luz, le stazioni della Via Crucis da Vicente Manansala e da Ang Kiukok e il Crocifisso da Napoleon Abueva: tutti questi artisti sono stati insigniti del titolo di artista nazionale. L'ingegner Alfredo Juinio fece i calcoli strutturali dell'edificio. Oggi la chiesa è riconosciuta come monumento nazionale.
In un soggiorno negli Stati Uniti ebbe occasione di conoscere gli architetti a cui si era ispirato: Paul Rudolph ed Eero Saarinen. Comprese allora che per i suoi edifici poteva ricorrere all'uso del cemento, materiale relativamente economico e disponibile nelle Filippine. Nel 1969, terminò la sua opera più famosa il Teatro (ora Tanghalang Pambansa) del Centro culturale delle Filippine. La facciata in marmo dell'edificio è sollevata di 12 metri dal suolo mediante enormi colonne ricurve ai lati dell'edificio, il che dà l'impressione che l'edificio fluttui nel vuoto. Un vasto specchio d'acqua davanti al teatro riflette la sua immagine durante il giorno, mentre di notte le fontane sono illuminate da luci sommerse. L'edificio ospita quattro diversi teatri, un museo etnografico e altre mostre temporanee, pinacoteche e una biblioteca di arte e cultura filippina.
Nel 1974 Locsin progettò il Teatro tradizionale filippino, che con una luce di 60 metri è uno degli edifici più arditi delle Filippine. Fu portato a compimento in soli 77 giorni, in tempo peril concorso di Miss Universo. A Locsin fu commissionato anche il Centro congressi internazionale delle Filippine, un edificio di rappresentanza per tutto il Paese, che ora ospita la Vicepresidenza. 
Dopo che il terminale dell'aeroporto internazionale di Manila progettato da Federico Ilustre fu distrutto da un incendio nel 1962, il governo chiese Locsin di lavorare a un nuovo terminale. Inizialmente fu utilizzato per il traffico internazionale, ma fu riservato ai voli interni quando fu inaugurato il Terminal 1 dell'aeroporto Ninoy Aquino, anche questo progettato da Locsin. Successivamente il terminale domestico subì un nuovo incendio e andò distrutto. 
Nel 1974 gli fu richiesto un progetto per il Museo Ayala. L'edificio è noto per la giustapposizione di enormi blocchi che determinano una planimetria interna ottimale.  Locsin era un amico stretto della famiglia Ayala: infatti prima di passare l'esame di stato aveva lavorato nell'azienda Ayala and Company e gli era stato chiesto di progettare il primo edificio su Ayala Avenue e molte delle residenze della famiglia. Quando la collezione d'arte della famiglia fu trasferita al nuovo Museo Ayala del 2004, l'edificio del 1974 fu demolito. Il nuovo museo è opera del suo stesso studio, diretto dal figlio Leandro Y. Locsin, Jr.
Locsin progettò anche alcuni edifici dell'Università delle Filippine di Los Baños. L'aula Dioscoro Umali, l'auditorium principale, è un chiaro esempio della sua architettura, con la sua grande copertura che ricorda quella del teatro del Centro culturale delle Filippine.
Benché la maggior parte delle opere di Locsin si trovi nelle Filippine, nel 1970 progettò il padiglione filippino per l'Expo di Osaka. Il suo edificio più grande è l'Istana Nurul Iman, la residenza ufficiale del sultano del Brunei. Nel 1992 ha ricevuto il premio Fukuoka per la cultura asiatica.
Locsin morì il 15 novembre 1994 in un ospedale di Makati: dieci giorni prima era stato colpito da un infarto. Gli è stato intitolato il campus De La Salle-Canlubang, costruito nel 2003 su un terreno donato dalla sua famiglia.

## Opere

### Chiese
- La chiesa del Santo Sacrificio presso l'Università delle Filippine di Diliman, 1955[3]
- Cattedrale di Ozamiz, 1960
- Cappella del Manila Memorial Park, Paranaque, 1965 (ristrutturata nel 1990, 1995, 2000, 2010 & 2020)
- Cappella Doña Corazon L. Montelibano, Università St. La Salle, Bacolod, 1965
- Chiesa di Sant'Andrea,[4] Bel-Air Village, Makati, 1968
- Cappella memoriale della Santa Croce, Novaliches, 1969
- Chiesa del Cuore Immacolato di Maria, UP Village, Quezon City, 1970
- Cappella di Sant'Alfonso de' Liguori,[5] Magallanes Village, Makati, 1970 (distrutta in un incendio nel 2004 e sostituita da un nuovo edificio)
- Chiesa di Cadiz, Negros Occidental, 1972
- Chiesa di San Giovanni Battista, Kalibo, Aklan, 1993
- Chiesa di San Giuseppe Lavoratore, Bacnotan, La Union, 1994
- Chiesa del monastero della Trasfigurazione[6] Malaybalay, Bukidnon, 1996

### Edifici pubblici
- Terminal dell'aeroporto internazionale di Manila, fase 1, Pasay, 1972 (distrutto)
- Design Center of the Philippines, CCP Complex, Manila, 1974
- SEARCA Dormitory, U.P. Los Baños, Laguna, 1974
- Fast Food Center, CCP Complex, 1976 (ristrutturato nel 1996, 2006, 2011 e 2016)
- Folk Arts Theater, CCP Complex, 1976 (oggi Day By Day Christian Fellowship)
- Philippine Center for International Trade and Exhibitions, CCP Complex, Manila, 1976 (demolito nel 1995)
- Terminal dell'Aeroporto Internazionale di Davao-Francisco Bangoy, Davao City, 1980[7]
- Rizal Park Amphitheater (1981)
- Sede delle Girl Scouts of the Philippines, Manila, 1993
- Museo Ayala[8] (demolito nel 2004)
- Complex of Social Welfare Agencies
- Centro culturale delle Filippine - Teatro tradizionale[9]
- National Arts Center[10], Mt. Makiling, Los Baños, Laguna
- Centro culturale delle Filippine - Centro per il commercio internazionale e per le fiere
- Centro culturale delle Filippine - Contro congressi internazionale[11]
- Centro culturale delle Filippine - Teatro[12]
- Expo '70 - padiglione filippino
- Citibank Makati
- Istana Nurul Iman, Bandar Seri Begawan
- Makati Stock Exchange Building[13]
- Ninoy Aquino International Airport Terminal 1
- Università delle Filippine di Diliman - Istituto di Cinema
- Università delle Filippine di Los Baños - Rizal Memorial Centenary Carillon
- Università delle Filippine di Los Baños - Centro di istruzione continua
- Università delle Filippine di Los Baños - Aula Dioscoro L. Umali
- Università delle Filippine di Los Baños - Biblioteca centrale
- Università delle Filippine di Los Baños - Albergo e dormitorio SEARCA
- Università delle Filippine di Los Baños - Edificio dell'unione degli studenti
- Università delle Filippine di Los Baños - Atrio della residenza maschile

### Alberghi
- Davao Insular Hotel, Davao City, 1960 (oggi Waterfront Insular Hotel)
- InterContinental Manila, Ayala Avenue, Makati, 1969
- Hyatt Regency Hotel
- Mandarin Oriental Manila[14]
- Manila Hotel[15]
- Philippine Plaza Hotel,[16] 1976 (oggi Sofitel Philippine Plaza Hotel)

### Edifici commerciali
- Ayala Building 1, Ayala Ave, Makati, 1958
- Filipinas Life Assurance Company Building, Ayala Avenue, Makati, 1958
- Commercial Credit Corporation Building, Buendia Avenue, Makati, 1962
- Integrated Realty Building, Buendia Avenue, Makati, 1962
- Philamlife Company Building, Cagayan de Oro, 1963
- Sarmiento Building, Ayala Avenue, Makati, 1965
- American International Underwriters Building, Ayala Avenue, Makati, 1965
- Sikatuna Building, Ayala Avenue, Makati, 1966
- J.M. Tuason Building, Ayala Ave, Makati, 1966
- Locsin Building, EDSA, Makati, 1966
- Filipinas Life Assurance Co. Building, Iloilo City, 1969
- Philippine Bank of Commerce, Ayala Avenue, Makati, 1969
- Magnolia Dairy Products Plant, Aurora Boulevard, Quezon City, 1969
- Amalgamated Building, Makati, 1969
- Filipinas Life Assurance Co. Building, Mandaue, Cebu, 1969
- Union Carbide Philippines, Mandaue, Cebu, 1970
- Filipinas Life Assurance Co. Building, Naga, 1970
- Filipinas life Assurance Co. Building, Cagayan de Oro, 1971
- Filipinas Life Executive Center, Mandaue, 1971
- Romago Building, Mandaluyong, 1971
- Filipinas Life Assurance Co. Building, Batangas City, 1971
- Filipinas Life Assurance Co. Building, Dagupan, 1971
- Filipinas Life Assurance Co. Building Annex, Ayala Avenue, Makati, 1972
- Filipinas Life Assurance Co. Building, Davao City, 1972
- Asian Reinsurance Pool Building, Legaspi Village, Makati, 1972
- Philippine Commercial & Industrial Bank Building, Greenhills, Mandaluyong, 1972
- Filipinas Life Assurance Co. Building, Tacloban, 1976
- Filipinas Life Assurance Co. Building, Cabanatuan, 1976
- EEI building, Pasig, Metro Manila, 1978
- Canlubang Golf & Country Club, Canlubang, Laguna, 1978
- Valle Verde Country Club, Pasig, Metro Manila, 1978
- Philippine Commercial & Industrial Bank Building, Batangas City, 1978
- Canlubang Sports Complex, Canlubang, Laguna, 1979
- PLDT Building (Ramon Cojuangco Building), Makati Avenue, Makati, 1982
- Greenbelt Square Cinema, Paseo de Roxas, Makati, 1982 (ristrutturato nel 2002; oggi Greenbelt 1 Ayala Center)
- Philippine Commercial & Industrial Bank Tower 1; Philippine Commercial International Bank (PCIBank), Makati Avenue cor H.V. Dela Costa, Makati, 1983 (oggi BDO Corporate Center North Tower)
- Philippine Commercial & Industrial Bank Tower 2; Philippine Commercial International Bank (PCIBank), Makati Avenue cor H.V. Dela Costa, Makati, 1992 (oggi BDO Corporate Center South Tower)
- Benguet Center,[17] Mandaluyong, Metro Manila, 1983 (demolito nel 2011); BDO Ortigas Center
- Island Development Bank, Brunei, 1983
- L.V. Locsin Building, Makati Avenue, Makati, 1987
- Samba-Likhaan AILM, Quezon City, 1992
- Ayala-Laguna Technopark Administration Building, Sta Rosa, Laguna, 1993
- Hi-Cement Administration Building, Norzagaray, Bulacan, 1994
- Business World Publishing Corporation Building, 1994
- Bacnotan Cement Plant Administration Building, Bacnotan, La Union, 1995
- Philippine Stock Exchange Plaza, Ayala Ave, Makati, 1995
- Ayala Triangle Tower one,[18] Ayala Avenue, Makati, 1996
- Ayala Avenue, sottopasso pedonale, Makati, 1966

### Interior Design
- Residenza di Leandro V. Locsin, Forbes Park, Makati, 1963
- Locsin Architectural Offices, Edsa, Makati, 1966
- Laguna Estate and Development Corp. Office, Makati, 1966
- Teatro, Centro culturale delle Filippine, Roxas Blvd., Manila, 1969
- C.J. Yulo and Sons Executive Offices, Pasong Tamo, Makati, 1970
- Philippine Bank of Commerce Executive Suites, Ayala Avenue, Makati, 1971
- U.S.I. Executive Offices, Makati Stock Exchange Building, Ayala Avenue, Makati 1971
- Filipinas Life Assurance Co. (Annex) Executive, Makati, 1971
- Ayala Corporation Offices and Penthouse, Makati Stock Exchange Building, Ayala Avenue, Makati, 1972
- Casa sulla spiaggia di Leandro V. Locsin, Puerto Galera, Oriental Mindoro, 1972
- Kodak Philippines Ltd. Offices, Pasong Tamo, Makati, 1974
- Ayala Museum Executive Offices, Makati Avenue, Makati, 1974 (ristrutturati nel 2004)
- Population Center, Makati, 1974
- Nutrition Center of the Philippines, Makati, 1975
- Asian Center and Research for Social Welfare, Makati, 1976
- Philippine International Convention Center, CCP Complex, Manila, 1976
- Philippine Plaza Hotel, CCP Complex, Manila, 1976 (ora Sofitel Philippine Plaza Hotel)
- Manila Hotel, Luneta, Manila, 1976
- Locsin Offices, Locsin Building, Ayala Avenue, Makati, 1989
- Edificio della Corte Suprema, Taft Avenue, Manila, 1991
- Ambasciata francese, Makati, 1992
- Phinma Group of Companies HRD, Makati, 1994
- Hi-Cement Administration Building, Norzagaray, Bulacan, 1994
- Philippine Stock Exchange Plaza, Makati, 1994
- Filipinas Heritage Library, Makati Avenue, Makati, 1996

## Galleria d'immagini

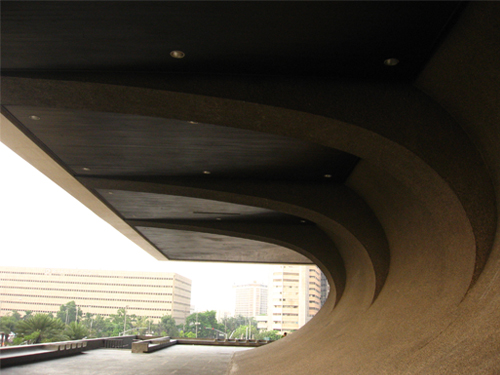
La facciata del Centro culturale delle Filippine
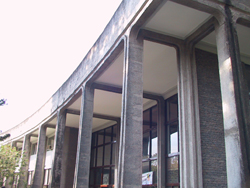
Università delle Filippine di Los Baños - Edificio dell'unione degli studenti
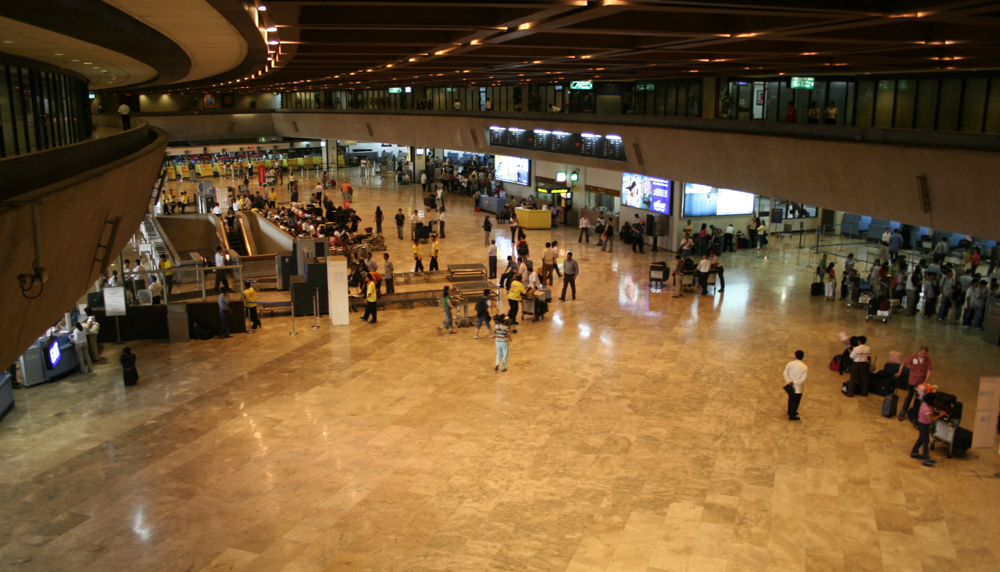
Terminal 1 dell'aeroporto Ninoy Aquino